# Metepeira celestun
Metepeira celestun är en spindelart som beskrevs av Piel 200. Metepeira celestun ingår i släktet Metepeira och familjen hjulspindlar. Inga underarter finns listade i Catalogue of Life.